# Galium capense
Galium capense är en måreväxtart som beskrevs av Carl Peter Thunberg. Galium capense ingår i släktet måror, och familjen måreväxter.

## Underarter
Arten delas in i följande underarter:
- G. c. capense
- G. c. garipense
- G. c. namaquense